# Corning (Ohio)
Corning – wieś w USA, w stanie Ohio, w hrabstwie Perry.
Liczba mieszkańców w 2000 roku wynosiła 593.